# Macrocarpaea dies-viridis
Macrocarpaea dies-viridis är en gentianaväxtart som beskrevs av Jason Randall Grant. Macrocarpaea dies-viridis ingår i släktet Macrocarpaea och familjen gentianaväxter. Inga underarter finns listade i Catalogue of Life.